# Société Chimique de France

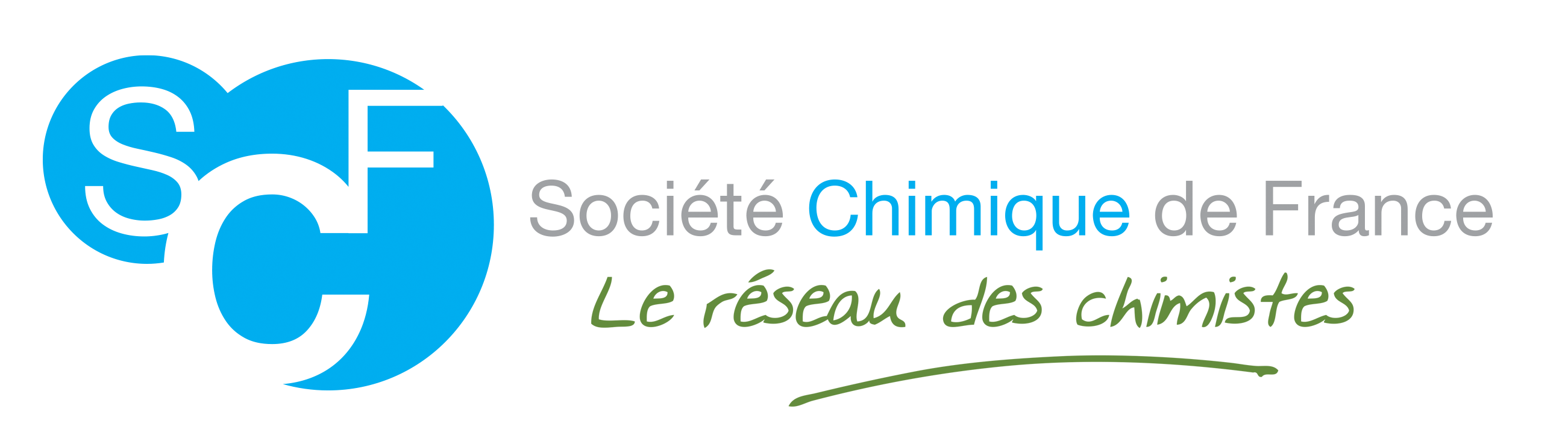
Logo der Société Chimique de France

Die Société Chimique de France (SCF, bis 2009 Société Française de Chimie)  ist die französische chemische Gesellschaft und der Berufsverband französischer Chemiker.
Sie wurde 1857 durch junge Pariser Chemiker (Jacques Arnaudon, der auch erster Präsident war, E. Collinet, Giuseppe Ubaldini) gegründet zum Wissensaustausch in einem Café und mit dem Beitritt bekannter Chemiker 1858 zu einer Organisation ähnlich der späteren Royal Society of Chemistry (damals Londoner Chemische Gesellschaft) geformt. Präsident wurde 1859 Jean-Baptiste Dumas mit Louis Pasteur und Auguste Cahours als Vizepräsidenten.
Sie vergeben mehrere Preise wie die Lavoisier-Medaille, ihre höchste Auszeichnung, den Grand Prix Achille Le Bel, den Grand Prix Pierre Süe und den Grand Prix Félix Trombe. Außerdem vergeben sie mit der Gesellschaft Deutscher Chemiker den Prix franco-allemand Georg Wittig et Victor Grignard, mit der spanischen chemischen Gesellschaft den Prix franco-espagnol Miguel Catalán Sañudo et Paul Sabatier, mit der italienischen chemischen Gesellschaft den Prix franco-italien, mit der polnischen den Prix franco-polonais und mit der Royal Society of Chemistry den Prix franco-britannique.
Die SCF gibt seit 1858 das Bulletin de la Société Chimique de France (aus Vorgängerzeitschriften, bei denen Charles Adolphe Wurtz Herausgeber war) heraus. 1973 entstand die Zeitschrift L'Actualité chimique, die sich an größeres Publikum richtet.
Im Lauf der Zeit entstanden mehrere Unterabteilungen, zuerst 1958 für Analytische Chemie, 1964 für Organische, Physikalische und Anorganische Chemie (Chimie minérale) und 2006 für Industrielle Chemie. Seit 1860 veranstalten sie regelmäßig Konferenzen.
Mit anderen europäischen chemischen Gesellschaften gehören sie Chemistry Europe (früher ChemPubSoc Europe) an und sind dort an der Herausgabe diverser Fachzeitschriften beteiligt (die bei Wiley-VCH erscheinen): Chemistry – A European Journal, European Journal of Organic Chemistry, European Journal of Inorganic Chemistry, ChemPhysChem, ChemBioChem, ChemMedChem und ChemSusChem. Sie sind Mitglied des europäischen Verbands European Chemical Society.